# 卡尔滕洛伊特盖本
卡尔滕洛伊特盖本是奥地利下奥地利州默德灵县的一个市镇。总面积17.5平方公里，总人口3112人，人口密度177.8人/平方公里（2005年）。